# Салхино (Ванский муниципалитет)
Салхино (груз. სალხინო) — село в Грузии, на территории Ванского муниципалитета края (мхаре) Имеретия.

## География
Село находится в западной части Грузии, на берегах реки Сулори, у восточной окраины города Вани, административного центра муниципалитета. Абсолютная высота — 100 метров над уровнем моря.

## Население
По результатам официальной переписи населения 2014 года, в Салхино проживал 1321 человек (666 мужчин и 655 женщин). В национальной структуре населения грузины составляли 99,9 %, русские — 0,1 %.
| Год  | Население, человек |
| ---- | ------------------ |
| 2002 | 1925               |
| 2014 | ↘ 1321             |